# Rajon Poduene
Rajon Poduene (bulgariska: Район Подуене) är ett distrikt i Bulgarien.   Det ligger i kommunen Stolitjna Obsjtina och regionen Sofija-grad, i den västra delen av landet. 
Runt Rajon Poduene är det i huvudsak tätbebyggt. Runt rajon Poduene är det tätbefolkat, med 849 invånare per kvadratkilometer.